# Back from Hell
Albums de Run–DMC
Tougher Than Leather
(1988) Together Forever: Greatest Hits 1983–1991
(1991)
Singles
1. Pause
Sortie : 12 juillet 1989
2. What's It All About
Sortie : 14 septembre 1990
3. Faces
Sortie : 11 mars 1991

Back from Hell est le cinquième album studio de Run–DMC, sorti le 16 octobre 1990.
L'album s'est classé 16e au Top R&B/Hip-Hop Albums et 81e au Billboard 200.

## Liste des titres
| No  | Titre                    | Contient un (des) sample(s) de | Durée |
| --- | ------------------------ | --- | ----- |
| 1.  | Sucker D.J.'s            | | 0:51  |
| 2.  | The Ave.                 | Sang and Dance des Bar-Kays Down on the Avenue du Fat Larry's Band I Like Funky Music d'Uncle Louie You Can Have Watergate Just Gimme Some Bucks and I'll Be Straight de Fred Wesley and The J.B.'s Same Beat de Fred Wesley and The J.B.'s Chase de James Brown Mama Feelgood de Lyn Collins | 4:06  |
| 3.  | What's It All About      | Fools Gold des Stone Roses Alfie de Johnny Mathis Apache de l'Incredible Bongo Band Rock Box de Run–DMC Bring the Noise de Public Enemy Rebel Without a Pause de Public Enemy | 3:23  |
| 4.  | Bob Your Head            | Popcorn With a Feeling de James Brown Good Old Music de Funkadelic | 3:47  |
| 5.  | Faces                    | Let a Woman Be a Woman - Let a Man Be a Man de Dyke and the Blazers Funky President de James Brown Kool Is Back de Funk, Inc. Yo! Bum Rush the Show de Public Enemy | 4:12  |
| 6.  | Kick the Frama Lama Lama | | 3:10  |
| 7.  | Pause                    | It's Yours de T La Rock et Jazzy Jay | 4:38  |
| 8.  | Word Is Born             | Scorpio de Dennis Coffey and The Detroit Guitar Band I Don't Know What This World Is Coming to des Soul Children featuring Jesse Jackson I Know You Got Soul d'Eric B. & Rakim AJ Scratch de Kurtis Blow                                                                                      | 2:54  |
| 9.  | Back from Hell           | Impeach the President des Honey Drippers Escape-Ism de James Brown Don't Believe the Hype de Public Enemy | 2:59  |
| 10. | Don't Stop               | | 4:37  |
| 11. | Groove to the Sound      | | 3:34  |
| 12. | P Upon a Tree            | | 0:45  |
| 13. | Naughty                  | Different Strokes de Syl Johnson Say It Loud, I'm Black and I'm Proud de James Brown | 4:09  |
| 14. | Livin' in the City       | | 1:04  |
| 15. | Not Just Another Groove  | Pump Me Up de Trouble Funk Funky President de James Brown | 4:17  |
| 16. | Party Time               | | 4:35  |